# Vagharsjapat
Vagharsjapat, (Armeens: Վաղարշապատ), beter bekend als Etsjmiadzin (Armeens: Էջմիածին), is een stad in Armenië zo'n 20 kilometer ten westen van de hoofdstad Jerevan. Met 57.000 inwoners (volkstelling 2009) is het de grootste stad van de provincie Armavir en de vierde stad van het land. De stad is vooral bekend omdat er de Kathedraal van Etsjmiadzin staat, wat het religieuze centrum van Armenië is. 

## Geschiedenis

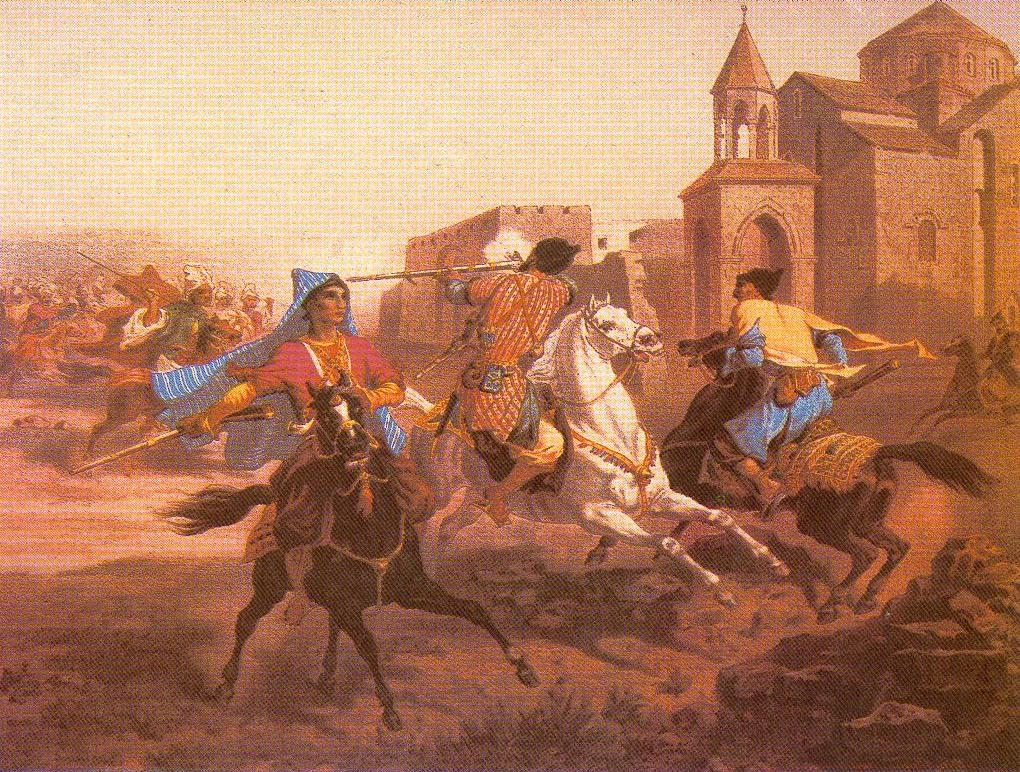
Vagarsjapat geplunderd door Koerden en Perzen. Schilderij van Grigory Gagarin. Parijs 1847.

Tot in de 2e eeuw was het een klein handelscentrum met de naam Vardgesavan. De Armeense koning Vagharsj (117-140) bouwde hier een burcht, een tempel voor Anahit en stadswallen. Hij veranderde de naam van de stad in Vagharsjapat en verhief het tot de hoofdstad van het Koninkrijk Armenië. Deze status hield de stad tot 428.
Met de kerstening van Armenië in 301 groeide de rol van de stad als het belangrijkste cultureel-religieuze middelpunt van het land. In die jaar bouwde St. Gregorius de Verlichter op de plaats van de tempel Sandaramet de kathedraal die de zetel werd van de Armeense kerk.
In 405 werd Mesrop Masjtots, die het pas ontworpen Armeense alfabet met zich meebracht, plechtig ontvangen in Vagarsjapat door koning Vramsjapuh en patriarch Sahak Partev.

## Monumenten
Behalve de Kathedraal van Etsjmiadzin, die na haar bouw in 301 menigmaal herbouwd en bebouwd is, zijn er de kloosters van Hripsime en Gayane (gebouwd respectievelijk in 618 en 630). Vlak bij de stad bevinden zich voorts de ruïnes van de kathedraal Zvatnots (gebouwd tussen 642 en 652). Al deze monumenten staan op de Werelderfgoedlijst.

## Stedenband
- Fresno (Verenigde Staten)
- Almelo (Nederland) (sinds 2021)

Abovjan · Agarak · Achtala · Alaverdi · Aparan · Ararat · Armavir · Artasjat · Artik · Artsvasjen · Asjtarak · Berd · Bjoeregavan · Dastakert · Darakert · Dilidzjan · Dzjermoek · Etsjmiadzin · Gavar · Goris · Gjoemri · Hrazdan · Idzjevan · Jechegnadzor · Jegvard · Kadzjaran · Kapan · Maralik · Martoeni · Masis · Megri · Metsamor · Nojemberjan · Nor Hatsjen · Odzoen · Sevan · Sisian · Sjamloeg · Spitak · Stepanavan · Talin · Tasjir · Toemanjan · Tsachkadzor · Tsjambarak · Tsjarentsavan · Vajk · Vanadzor · Vardenis · Vedi · Jerevan